# Laphamita
La laphamita és un mineral de la classe dels sulfurs. Va ser anomenada en honor de Davis M. Lapham (1931-1974), cap mineralogista del Servei Geològic de Pennsilvània.

## Característiques
La laphamita és un sulfur de fórmula química As₂Se₃. Cristal·litza en el sistema monoclínic en forma de cristalls prismàtics, de menys de 5 mm, allargats al llarg de [100] i tabulars en (010). Habitualment els cristalls són resorbits i resulten en cristalls incomplets. La seva duresa a l'escala de Mohs és d'1 a 2.
Segons la classificació de Nickel-Strunz, la laphamita pertany a «02.FA: Sulfurs d'arsènic, àlcalis, sulfurs amb halurs, òxids, hidròxid, H₂O, amb As, (Sb), S» juntament amb els següents minerals: duranusita, dimorfita, pararealgar, realgar, alacranita, uzonita, orpiment, getchellita i wakabayashilita.

## Formació i jaciments
La laphamita va ser descoberta a Burnside, al comtat de Northumberland (Pennsilvània, Estats Units) en forma d'incrustacions secundàries, probablement a causa de la sublimació, en un clinker adjacent a una obertura de ventilació d'una pila ardent de residus procedents d'una mina d'antracita.